# Macaranga kilimandscharica
Macaranga kilimandscharica Pax, 1895 è un albero tropicale appartenente alla famiglia delle Euforbiacee.

## Descrizione
È una specie arborea con fusti alti sino a 25 m., con una corteccia di colore grigio chiaro con striature orizzontali biancastre. Sia il fusto che i rami principali presentano corte spine.
Presenta molte somiglianze con M. capensis, di cui è stata in passato considerata una varietà, differenziandosene per la forma delle lamine foliari, da rombica-ovata a triangolare-ovata, e per l'asse spezzato delle infiorescenze.

## Distribuzione e habitat
Descritta come specie tipica della foresta del monte Kilimanjaro, la specie ha in realtà un areale ben più ampio che si estende a buona parte dell'Africa orientale (Burundi, Etiopia, Kenya, Ruanda, Sudan, Tanzania e  Uganda).
Il suo habitat tipico è la foresta pluviale sempreverde di alta quota, intorno ai 2000 m di altitudine.